# Sorin Ghionea
Sorin Ghionea (* 11. Mai 1979 in Galați, Kreis Galați) ist ein ehemaliger rumänischer Fußballspieler. Er bestritt insgesamt 304 Spiele in der rumänischen Liga 1 und der russischem Premjer-Liga. In den Jahren 2005 und 2006 gewann er mit Steaua Bukarest die rumänische Meisterschaft.

## Vereinskarriere
Mit 12 Jahren trat Ghionea seinem Heimatverein Dunărea Galați bei und spielte dort in der Jugendmannschaft, bis er mit 18 Jahren erstmals im Zweitligateam eingesetzt wurde. Dort spielte er in 15 Partien und schaffte am Ende der Saison 1997/98 den Klassenerhalt mit dem Team. Danach bekam er die Gelegenheit, zum Lokalrivalen Oțelul Galați zu wechseln, der in der höchsten rumänischen Spielklasse spielte.
Obwohl er bei seinem neuen Verein in den folgenden Jahren regelmäßig zum Einsatz kam, dauerte es bis zu seinem vierten Jahr bei Oțelul, bis er zum Stammspieler wurde. Dadurch wurde der rumänische Spitzenclub und Rekordmeister Steaua Bukarest auf ihn aufmerksam und verpflichtete ihn für die Saison 2002/03. Nachdem er bis dahin im Tabellenmittelfeld gespielt hatte, wurde er mit Steaua erstmals Vizemeister, kam selbst aber nur sechs Mal zum Einsatz und konnte sich nicht durchsetzen. Deshalb wurde er vom Hauptstadtclub im folgenden Jahr an seinen alten Verein Oțelul Galați ausgeliehen, wo er wieder zur Stammmannschaft gehörte.
2004 kehrte er dann wieder nach Bukarest zurück, wo er mit Dorin Goian einen kongenialen Partner in der Innenverteidigung fand. Mit nur 18 Gegentoren in 30 Saisonspielen holte sich Steaua die Meisterschaft und sicherte sich die Teilnahme an der Champions-League-Qualifikation. Auch wenn man dort vorzeitig ausschied, folgte wiederum eine sehr erfolgreiche Saison, die mit der Verteidigung des Meistertitels bei nur 16 Gegentoren endete.
Die Saison 2006/07 begann wiederum sehr vielversprechend für Ghionea, da in der Champions League erstmals die Gruppenphase erreicht wurde. Dort schied man dann gegen Real Madrid und Olympique Lyon aus.
Im Februar 2007 zog er sich dann eine Knieverletzung zu, die nicht heilen wollte. Auch nach einer Operation trat keine Besserung ein und es war sogar schon vom Karriereende die Rede, wozu es aber nicht kam. Ohne ihn landete Steaua hinter dem Lokalrivalen Rapid Bukarest auf Platz 2 der Meisterschaft und auch die Hinrunde der kommenden Saison mussten die Hauptstädter auf ihn verzichten. Dann schaffte Ghionea aber wieder die Rückkehr ins Team und konnte 2008 die erneute Vizemeisterschaft feiern. Vor Beginn der Rückrunde 2009/10 wechselte er zu dem russischen Erstligisten FK Rostow. Mit seinem neuen Klub konnte er sich in der Saison 2010 im Mittelfeld der Premjer-Liga platzieren.
Zu Beginn des Jahres 2011 kehrte Ghionea nach Rumänien zurück und spielt seitdem für den FC Timișoara. Mit seiner neuen Mannschaft wurde er am Ende der Saison 2010/11 Vizemeister hinter Oțelul Galați. Sein Verein erhielt jedoch keine Zulassung zur Spielzeit 2011/12 und musste in die Liga II absteigen. Er wechselte daraufhin zum Erstligisten FCM Târgu Mureș. Nach dem Abstieg 2012 zog es ihn zum Ligakonkurrenten CS Concordia Chiajna. Ein Jahr später schloss er sich dem Ligakonkurrenten FC Viitorul Constanța an. Im November 2013 wurde sein Vertrag aufgelöst. Anschließend beendete er seine aktive Laufbahn.

## Nationalmannschaft
Sein Durchbruch in der Saison 2001/02 bei Oțelul Galați führte auch zu einer Nominierung für die Nationalmannschaft. Gegen die Ukraine wurde er am 27. März 2002 erstmals eingesetzt. Danach spielte er mit Unterbrechungen immer wieder mal Freundschaftsspiele für die Landesauswahl. Erst 2006 kam er auch drei Mal in der WM-Qualifikation zum Einsatz, wurde dann aber nicht in das WM-Aufgebot berufen.
Seine lange Verletzung unterbrach auch seine Nationalmannschaftskarriere und obwohl er kurz nach der WM das letzte Mal im Nationaltrikot gespielt hatte, wurde er nach überzeugenden Ligaleistungen ins EM-Aufgebot Rumäniens für die Fußball-Europameisterschaft 2008 in Österreich und der Schweiz berufen. Im Vorbereitungsspiel gegen Montenegro am 31. Mai 2008 wurde er in der zweiten Halbzeit eingewechselt und konnte sich mit seinem einzigen Nationalmannschaftstor gleich erfolgreich zurückmelden. Insgesamt brachte es Ghionea bis 2008 auf 13 Länderspiele.

## Titel / Erfolge
- Rumänischer Meister: 2005 und 2006 mit Steaua Bukarest
- Rumänischer Vizemeister: 2003, 2007 und 2008 mit Steaua Bukarest, 2011 mit FC Timișoara